# Mompha meridionella
Mompha meridionella é uma espécie de mariposa do gênero Mompha pertencente à família Coleophoridae.